# Список эпизодов телесериала «В Филадельфии всегда солнечно»
Список серий американского комедийного телесериала «В Филадельфии всегда солнечно».
«В Филаде́льфии всегда́ со́лнечно» (англ. It's Always Sunny in Philadelphia) — американский телесериал, созданный Робом Макэлхенни и воплощённый Макэлхенни, Гленном Хоуэртоном и Чарли Дэем. Он вышел в эфир на телеканале FX 4 августа 2005 года. Сериал рассказывает о ситуациях, в которые попадают герои — владельцы «У Пэдди», не слишком успешного ирландского паба в Филадельфии.

## Обзор сезонов
| Сезон | Сезон | Эпизоды | Оригинальная дата показа | Оригинальная дата показа | Оригинальная дата показа |
| Сезон | Сезон | Эпизоды | Премьера сезона          | Финал сезона             | Сеть                     |
| ----- | ----- | ------- | ------------------------ | ------------------------ | ------------------------ |
|       | 1     | 7       | 4 августа 2005           | 15 сентября 2005         | FX                       |
|       | 2     | 10      | 29 июня 2006             | 17 августа 2006          | FX                       |
|       | 3     | 15      | 13 сентября 2007         | 15 ноября 2007           | FX                       |
|       | 4     | 13      | 18 сентября 2008         | 20 ноября 2008           | FX                       |
|       | 5     | 12      | 17 сентября 2009         | 10 декабря 2009          | FX                       |
|       | 6     | 14      | 16 сентября 2010         | 16 декабря 2010          | FX                       |
|       | 7     | 13      | 15 сентября 2011         | 15 декабря 2011          | FX                       |
|       | 8     | 10      | 11 октября 2012          | 20 декабря 2012          | FX                       |
|       | 9     | 10      | 4 сентября 2013          | 6 ноября 2013            | FXX                      |
|       | 10    | 10      | 14 января 2015           | 18 марта 2015            | FXX                      |
|       | 11    | 10      | 6 января 2016            | 9 марта 2016             | FXX                      |
|       | 12    | 10      | 4 января 2017            | 8 марта 2017             | FXX                      |
|       | 13    | 10      | 5 сентября 2018          | 7 ноября 2018            | FXX                      |
|       | 14    | 10      | 25 сентября 2019         | 27 ноября 2019           | FXX                      |
|       | 15    | 8       | 1 декабря 2021           | 22 декабря 2021          | FXX                      |
|       | 16    | 8       | 7 июня 2023              | 19 июля 2023             | FXX                      |

## Эпизоды

### Сезон 1 (2005)
| № общий | № в сезоне | Название                                                                               | Режиссёр         | Автор сценария                                                                   | Дата премьеры    | Произв. код |
| ------- | ---------- | -------------------------------------------------------------------------------------- | ---------------- | -------------------------------------------------------------------------------- | ---------------- | ----------- |
| 1       | 1          | «Шайка расистов» «The Gang Gets Racist»                                                | Джон Фортенберри | Чарли Дэй и Роб Макэлхенни                                                       | 4 августа 2005   | IP01001     |
| 2       | 2          | «Чарли за аборт» «Charlie Wants an Abortion»                                           | Джон Фортенберри | Чарли Дэй и Роб Макэлхенни                                                       | 11 августа 2005  | IP01003     |
| 3       | 3          | «Подростковое пьянство: Национальная проблема» «Underage Drinking: A National Concern» | Дэн Аттиас       | Сюжет : Чарли Дэй и Роб Макэлхенни Телесценарий : Роб Макэлхенни                 | 18 августа 2005  | IP01006     |
| 4       | 4          | «У Чарли рак» «Charlie Has Cancer»                                                     | Роб Макэлхенни   | Роб Макэлхенни                                                                   | 25 августа 2005  | IP01004     |
| 5       | 5          | «Оружейная лихорадка» «Gun Fever»                                                      | Дэн Аттиас       | Сюжет : Гленн Хоуэртон и Роб Макэлхенни Телесценарий : Гленн Хоуэртон            | 1 сентября 2005  | IP01005     |
| 6       | 6          | «Шайка находит труп» «The Gang Finds a Dead Guy»                                       | Дэн Аттиас       | Сюжет : Чарли Дэй, Гленн Хоуэртон и Роб Макэлхенни Телесценарий : Роб Макэлхенни | 8 сентября 2005  | IP01007     |
| 7       | 7          | «Чарли жертва растления» «Charlie Got Molested»                                        | Джон Фортенберри | Сюжет : Чарли Дэй и Роб Макэлхенни Телесценарий : Роб Макэлхенни                 | 15 сентября 2005 | IP01002     |

### Сезон 2 (2006)
| № общий | № в сезоне | Название                                                                               | Режиссёр       | Автор сценария                                                                   | Дата премьеры   | Произв. код |
| ------- | ---------- | -------------------------------------------------------------------------------------- | -------------- | -------------------------------------------------------------------------------- | --------------- | ----------- |
| 8       | 1          | «Как Чарли стал калекой» «Charlie Gets Crippled»                                       | Роб Макэлхенни | Сюжет : Чарли Дэй, Гленн Хоуэртон и Роб Макэлхенни Телесценарий : Роб Макэлхенни | 29 июня 2006    | IP02001     |
| 9       | 2          | «Шайка объявляет Джихад» «The Gang Goes Jihad»                                         | Дэн Аттиас     | Сюжет : Чарли Дэй, Гленн Хоуэртон и Роб Макэлхенни Телесценарий : Роб Макэлхенни | 29 июня 2006    | IP02002     |
| 10      | 3          | «Деннис и Ди садятся на пособие» «Dennis and Dee Go on Welfare»                        | Дэн Аттиас     | Сюжет : Чарли Дэй, Гленн Хоуэртон и Роб Макэлхенни Телесценарий : Роб Макэлхенни | 6 июля 2006     | IP02004     |
| 11      | 4          | «Как Мак трахнул маму Денниса» «Mac Bangs Dennis' Mom»                                 | Дэн Аттиас     | Чарли Дэй и Гленн Хоуэртон                                                       | 6 июля 2006     | IP02005     |
| 12      | 5          | «Малышка на сотку» «Hundred Dollar Baby»                                               | Дэн Аттиас     | Чарли Дэй, Гленн Хоуэртон и Роб Макэлхенни                                       | 13 июля 2006    | IP02007     |
| 13      | 6          | «Шайка отдаёт долг обществу» «The Gang Gives Back»                                     | Дэн Аттиас     | Чарли Дэй                                                                        | 20 июля 2006    | IP02003     |
| 14      | 7          | «Шайка наживается на чуде» «The Gang Exploits a Miracle»                               | Дэн Аттиас     | Чарли Дэй, Эрик Фальконер и Крис Романо                                          | 27 июля 2006    | IP02009     |
| 15      | 8          | «Шайка идёт в кандидаты» «The Gang Runs for Office»                                    | Дэн Аттиас     | Дэвид Хорнсби                                                                    | 3 августа 2006  | IP02006     |
| 16      | 9          | «Чарли устраивает Америку всем падлам» «Charlie Goes America All Over Everybody's Ass» | Дэн Аттиас     | Чарли Дэй и Роб Макэлхенни                                                       | 10 августа 2006 | IP02008     |
| 17      | 10         | «Новый отец Денниса и Ди» «Dennis and Dee Get a New Dad»                               | Дэн Аттиас     | Сюжет : Чарли Дэй и Роб Макэлхенни Телесценарий : Роб Макэлхенни                 | 17 августа 2006 | IP02010     |

### Сезон 3 (2007)
| № общий | № в сезоне | Название                                                                               | Режиссёр      | Автор сценария                                                  | Дата премьеры    | Произв. код |
| ------- | ---------- | -------------------------------------------------------------------------------------- | ------------- | --------------------------------------------------------------- | ---------------- | ----------- |
| 18      | 1          | «Шайка и мусорный малыш» «The Gang Finds a Dumpster Baby»                              | Джерри Левайн | Роб Макэлхенни и Чарли Дэй                                      | 13 сентября 2007 | IP03001     |
| 19      | 2          | «Шайка становится непобедимой» «The Gang Gets Invincible»                              | Фред Сэвидж   | Чарли Дэй, Гленн Хоуэртон и Дэвид Хорнсби                       | 13 сентября 2007 | IP03010     |
| 20      | 3          | «Мама Денниса и Ди умерла» «Dennis and Dee's Mom Is Dead»                              | Мэтт Шекман   | Роб Макэлхенни и Дэвид Хорнсби                                  | 20 сентября 2007 | IP03013     |
| 21      | 4          | «Шайку берут в заложники» «The Gang Gets Held Hostage»                                 | Фред Сэвидж   | Сюжет : Лиза Парсонс Телесценарий : Роб Макэлхенни              | 20 сентября 2007 | IP03009     |
| 22      | 5          | «Алюминиевый Монстр против Жиробасины» «The Aluminum Monster vs. Fatty Magoo»          | Фред Сэвидж   | Чарли Дэй и Гленн Хоуэртон                                      | 27 сентября 2007 | IP03007     |
| 23      | 6          | «Шайка разруливает северокорейский кризис» «The Gang Solves the North Korea Situation» | Фред Сэвидж   | Чарли Дэй, Скотт Мардер и Роб Роселл                            | 27 сентября 2007 | IP03006     |
| 24      | 7          | «Шайка продаётся» «The Gang Sells Out»                                                 | Мэтт Шекман   | Чарли Дэй и Дэвид Хорнсби                                       | 4 октября 2007   | IP03014     |
| 25      | 8          | «Фрэнк поджигает милашку Ди» «Frank Sets Sweet Dee on Fire»                            | Фред Сэвидж   | Сюжет : Роб Макэлхенни Телесценарий : Скотт Мардер и Роб Роселл | 4 октября 2007   | IP03008     |
| 26      | 9          | «Ди встречается с дебилом» «Sweet Dee's Dating a Retarded Person»                      | Джерри Левайн | Сюжет : Гленн Хоуэртон Телесценарий : Скотт Мардер и Роб Роселл | 11 октября 2007  | IP03002     |
| 27      | 10         | «Мак — серийный убийца» «Mac is a Serial Killer»                                       | Джерри Левайн | Сюжет : Чарли Дэй Телесценарий : Дэвид Хорнсби                  | 18 октября 2007  | IP03003     |
| 28      | 11         | «Деннис похож на сексуального маньяка» «Dennis Looks Like a Registered Sex Offender»   | Джерри Левайн | Роб Макэлхенни                                                  | 25 октября 2007  | IP03005     |
| 29      | 12         | «Шайку хотят замочить (Часть 1)» «The Gang Gets Whacked (Part 1)»                      | Мэтт Шекман   | Гленн Хоуэртон, Скотт Мардер и Роб Роселл                       | 1 ноября 2007    | IP03011     |
| 30      | 13         | «Шайку хотят замочить (Часть 2)» «The Gang Gets Whacked (Part 2)»                      | Мэтт Шекман   | Скотт Мардер и Роб Роселл                                       | 1 ноября 2007    | IP03012     |
| 31      | 14         | «Бомжи устраивают повсеместный бардак» «Bums: Making a Mess All Over the City»         | Джерри Левайн | Чарли Дэй и Дэвид Хорнсби                                       | 8 ноября 2007    | IP03004     |
| 32      | 15         | «Шайка отжигает на танцполе» «The Gang Dances Their Asses Off»                         | Мэтт Шекман   | Дэвид Хорнсби, Скотт Мардер и Роб Роселл                        | 15 ноября 2007   | IP03015     |

### Сезон 4 (2008)
| № общий | № в сезоне | Название | Режиссёр                  | Автор сценария                                 | Дата премьеры    | Произв. код | Зрители США (млн) |
| ------- | ---------- | --- | ------------------------- | ---------------------------------------------- | ---------------- | ----------- | ----------------- |
| 33      | 1          | «Мак и Деннис: Охотники на людей» «Mac and Dennis: Manhunters»                                                     | Фред Сэвидж               | Чарли Дэй, Джордан Янг и Элайджа Арон          | 18 сентября 2008 | IP04002     | 1,73              |
| 34      | 2          | «Шайка разруливает бензиновый кризис» «The Gang Solves the Gas Crisis»                                             | Мэтт Шекман               | Чарли Дэй, Сонни Ли и Патрик Уолш              | 18 сентября 2008 | IP04009     | 1,60              |
| 35      | 3          | «Конкурс американских топ-моделей на баннер для Паба у Пэдди» «America's Next Top Paddy's Billboard Model Contest» | Фред Сэвидж               | Роб Макэлхенни, Чарли Дэй и Адам Стайн         | 25 сентября 2008 | IP04006     | 1,44              |
| 36      | 4          | «Мак трахает официантку» «Mac's Banging the Waitress»                                                              | Мэтт Шекман               | Дэвид Хорнсби                                  | 25 сентября 2008 | IP04011     | 1,35              |
| 37      | 5          | «Мак и Чарли мертвы (Часть 1)» «Mac and Charlie Die (Part 1)»                                                      | Фред Сэвидж и Мэтт Шекман | Чарли Дэй, Гленн Хоуэртон и Роб Макэлхенни     | 2 октября 2008   | IP04003     | 1,02              |
| 38      | 6          | «Мак и Чарли мертвы (Часть 2)» «Mac and Charlie Die (Part 2)»                                                      | Фред Сэвидж               | Чарли Дэй, Гленн Хоуэртон и Роб Макэлхенни     | 2 октября 2008   | IP04004     | 1,02              |
| 39      | 7          | «Кто наложил в постель?» «Who Pooped the Bed?»                                                                     | Фред Сэвидж               | Роб Макэлхенни, Скотт Мардер и Роб Роселл      | 9 октября 2008   | IP04007     | 1,28              |
| 40      | 8          | «Паб у Пэдди: Худший бар в Филадельфии» «Paddy's Pub: The Worst Bar in Philadelphia»                               | Мэтт Шекман               | Скотт Мардер, Роб Роселл и Дэвид Хорнсби       | 16 октября 2008  | IP04012     | 1,27              |
| 41      | 9          | «Деннис Рейнольдс: Эротическая жизнь» «Dennis Reynolds: An Erotic Life»                                            | Фред Сэвидж               | Гленн Хоуэртон, Роб Роселл и Скотт Мардер      | 23 октября 2008  | IP04005     | N/A               |
| 42      | 10         | «У милашки Ди инфаркт» «Sweet Dee Has a Heart Attack»                                                              | Мэтт Шекман               | Роб Роселл и Скотт Мардер                      | 30 октября 2008  | IP04013     | 1,15              |
| 43      | 11         | «Шайка раскалывает колокол свободы» «The Gang Cracks the Liberty Bell»                                             | Мэтт Шекман               | Роб Макэлхенни, Гленн Хоуэртон и Дэвид Хорнсби | 6 ноября 2008    | IP04010     | 1,36              |
| 44      | 12         | «Шайка устраивает экстремальный ремонт» «The Gang Gets Extreme: Home Makeover Edition»                             | Фред Сэвидж               | Чарли Дэй, Гленн Хоуэртон и Дэвид Хорнсби      | 13 ноября 2008   | IP04001     | 1,31              |
| 45      | 13         | «Полуночник приде» «The Nightman Cometh»                                                                           | Мэтт Шекман               | Чарли Дэй, Гленн Хоуэртон и Роб Макэлхенни     | 20 ноября 2008   | IP04008     | 1,30              |

### Сезон 5 (2009)
| № общий | № в сезоне | Название                                                                                         | Режиссёр        | Автор сценария                           | Дата премьеры    | Произв. код | Зрители США (млн) |
| ------- | ---------- | ------------------------------------------------------------------------------------------------ | --------------- | ---------------------------------------- | ---------------- | ----------- | ----------------- |
| 46      | 1          | «Шайка наживается на ипотечном кризисе» «The Gang Exploits the Mortgage Crisis»                  | Рэндалл Айнхорн | Бекки Манн и Одра Силафф                 | 17 сентября 2009 | IP05008     | 2,24              |
| 47      | 2          | «Шайка едет в автопробег» «The Gang Hits the Road»                                               | Фред Сэвидж     | Чарли Дэй и Гленн Хоуэртон               | 24 сентября 2009 | IP05005     | 1,79              |
| 48      | 3          | «Мировой финансовый кризис» «The Great Recession»                                                | Фред Сэвидж     | Дэвид Хорнсби                            | 1 октября 2009   | IP05007     | 2,01              |
| 49      | 4          | «Шайка устраивает Фрэнку интервенцию» «The Gang Gives Frank an Intervention»                     | Фред Сэвидж     | Скотт Мардер и Роб Роселл                | 8 октября 2009   | IP05006     | 1,51              |
| 50      | 5          | «Официантка выходит замуж» «The Waitress Is Getting Married»                                     | Фред Сэвидж     | Чарли Дэй и Гленн Хоуэртон               | 15 октября 2009  | IP05004     | 1,61              |
| 51      | 6          | «Дело о кубке мира» «The World Series Defense»                                                   | Рэндалл Айнхорн | Дэвид Хорнсби                            | 22 октября 2009  | IP05014     | 1,61              |
| 52      | 7          | «Шайка: Реслинг для солдат» «The Gang Wrestles for the Troops»                                   | Рэндалл Айнхорн | Скотт Мардер и Роб Роселл                | 29 октября 2009  | IP05012     | 1,35              |
| 53      | 8          | «Паб у Пэдди: Родина подлинных кошко-варежек» «Paddy's Pub: Home of the Original Kitten Mittens» | Рэндалл Айнхорн | Сонни Ли и Патрик Уолш                   | 5 ноября 2009    | IP05011     | 1,99              |
| 54      | 9          | «Мак и Деннис больше не пара» «Mac and Dennis Break Up»                                          | Фред Сэвидж     | Скотт Мардер и Роб Роселл                | 12 ноября 2009   | IP05003     | 1,87              |
| 55      | 10         | «Система Д.Е.Н.Н.И.С.» «The D.E.N.N.I.S. System»                                                 | Рэндалл Айнхорн | Дэвид Хорнсби, Скотт Мардер и Роб Роселл | 19 ноября 2009   | IP05013     | 1,49              |
| 56      | 11         | «Мак и Чарли пишут сценарий» «Mac and Charlie Write a Movie»                                     | Рэндалл Айнхорн | Гленн Хоуэртон и Роб Макэлхенни          | 3 декабря 2009   | IP05009     | 1,89              |
| 57      | 12         | «Шайка разжигает старую вражду» «The Gang Reignites the Rivalry»                                 | Рэндалл Айнхорн | Дэйв Чернин и Чарли Дэй                  | 10 декабря 2009  | IP05010     | 1,68              |

### Сезон 6 (2010)
| № общий | № в сезоне | Название                                                                                | Режиссёр        | Автор сценария                                            | Дата премьеры      | Произв. код     | Зрители США (млн) |
| ------- | ---------- | --------------------------------------------------------------------------------------- | --------------- | --------------------------------------------------------- | ------------------ | --------------- | ----------------- |
| 58      | 1          | «Мак борется с гейским браком» «Mac Fights Gay Marriage»                                | Рэндалл Айнхорн | Бекки Манн и Одра Силафф                                  | 16 сентября 2010   | XIP06005        | 2,21              |
| 59      | 2          | «Деннис разводится» «Dennis Gets Divorced»                                              | Рэндалл Айнхорн | Дэйв Чернин и Джон Чернин                                 | 23 сентября 2010   | XIP06006        | 1,68              |
| 60      | 3          | «Шайка покупает яхту» «The Gang Buys a Boat»                                            | Рэндалл Айнхорн | Чарли Дэй и Роб Макэлхенни                                | 30 сентября 2010   | XIP06001        | 1,46              |
| 61      | 4          | «Большая удача Мака» «Mac's Big Break»                                                  | Рэндалл Айнхорн | Роб Роселл                                                | 7 октября 2010     | XIP06002        | 1,23              |
| 62      | 5          | «Мак и Чарли: Белая шваль» «Mac and Charlie: White Trash»                               | Рэндалл Айнхорн | Лув Рахе                                                  | 14 октября 2010    | XIP06003        | 1,48              |
| 63      | 6          | «Мать Мака сжигает свой дом» «Mac's Mom Burns Her House Down»                           | Мэтт Шекман     | Скотт Мардер и Роб Роселл                                 | 21 октября 2010    | XIP06008        | 1,07              |
| 64      | 7          | «Кто обрюхатил Ди?» «Who Got Dee Pregnant?»                                             | Рэндалл Айнхорн | Чарли Дэй и Роб Макэлхенни                                | 28 октября 2010    | XIP06007        | 1,19              |
| 65      | 8          | «Новый член Шайки» «The Gang Gets a New Member»                                         | Мэтт Шекман     | Дэвид Хорнсби                                             | 4 ноября 2010      | XIP06009        | 1,67              |
| 66      | 9          | «Ди Рейнольдс: Формирует американскую молодёжь» «Dee Reynolds: Shaping America's Youth» | Мэтт Шекман     | Дэвид Хорнсби                                             | 11 ноября 2010     | XIP06010        | 1,44              |
| 67      | 10         | «Чарли Келли: Крысиный король» «Charlie Kelly: King of the Rats»                        | Мэтт Шекман     | Скотт Мардер и Роб Роселл                                 | 18 ноября 2010     | XIP06011        | 1,69              |
| 68      | 11         | «Как Шайка заблудилась в лесу» «The Gang Gets Stranded in the Woods»                    | Мэтт Шекман     | Сюжет : Лув Рахе Телесценарий : Скотт Мардер и Роб Роселл | 2 декабря 2010     | XIP06012        | 1,65              |
| 69      | 12         | «Ди рожает» «Dee Gives Birth»                                                           | Мэтт Шекман     | Дэвид Хорнсби, Бекки Манн и Одра Силафф                   | 9 декабря 2010     | XIP06013        | 1,46              |
| 7071    | 1314       | «Очень солнечное рождество» «A Very Sunny Christmas»                                    | Фред Сэвидж     | Чарли Дэй и Роб Макэлхенни                                | 16 декабря 2010[a] | IP05001 IP05002 | 1,16              |

^ a  Этот эпизод выпущен только на DVD и Blu-ray в цифровом формате 17 ноября 2009 года. В эфир вышел 16 декабря 2010 года на FX как последний эпизод 6 сезона. Описание видео на Blu-ray указывает, что эпизод был снят в плохом качестве, но был переконвертирован.

### Сезон 7 (2011)
| № общий | № в сезоне | Название                                                                                         | Режиссёр                    | Автор сценария                             | Дата премьеры    | Произв. код | Зрители США (млн) |
| ------- | ---------- | ------------------------------------------------------------------------------------------------ | --------------------------- | ------------------------------------------ | ---------------- | ----------- | ----------------- |
| 72      | 1          | «Красотка Фрэнка» «Frank's Pretty Woman»                                                         | Мэтт Шекман                 | Скотт Мардер и Роб Роселл                  | 15 сентября 2011 | XIP07002    | 2,28              |
| 73      | 2          | «Шайка едет в Джерси Шор» «The Gang Goes to the Jersey Shore»                                    | Мэтт Шекман                 | Дэйв Чернин и Джон Чернин                  | 22 сентября 2011 | XIP07012    | 1,93              |
| 74      | 3          | «Юные красавицы Фрэнка Рейнольдса» «Frank Reynolds' Little Beauties»                             | Тимур Самедов               | Скотт Мардер и Роб Роселл                  | 29 сентября 2011 | XIP07011    | 2,03              |
| 75      | 4          | «Как Милашка Ди влипла под аудит» «Sweet Dee Gets Audited»                                       | Мэтт Шекман                 | Роб Макэлхенни, Гленн Хоуэртон и Чарли Дэй | 6 октября 2011   | XIP07010    | 1,82              |
| 76      | 5          | «Брат Фрэнка» «Frank's Brother»                                                                  | Мэтт Шекман                 | Дэвид Хорнсби                              | 13 октября 2011  | XIP07004    | 1,42              |
| 77      | 6          | «Шторм столетия» «The Storm of the Century»                                                      | Мэтт Шекман                 | Чарльз В. Хорнсби                          | 20 октября 2011  | XIP07008    | 1,52              |
| 78      | 7          | «Чарди МакДеннис: Игра игр» «Chardee MacDennis: The Game of Games»                               | Мэтт Шекман                 | Чарли Дэй и Роб Макэлхенни                 | 27 октября 2011  | XIP07001    | 1,38              |
| 79      | 8          | «АНТИ-социальная сеть» «The ANTI-Social Network»                                                 | Мэтт Шекман                 | Чарли Дэй и Гленн Хоуэртон                 | 3 ноября 2011    | XIP07003    | 1,69              |
| 80      | 9          | «Шайка в западне» «The Gang Gets Trapped»                                                        | Мэтт Шекман                 | Лув Рахе                                   | 10 ноября 2011   | XIP07009    | 1,32              |
| 81      | 10         | «Как Мак разжирел» «How Mac Got Fat»                                                             | Рэндалл Айнхорн Мэтт Шекман | Скотт Мардер и Мехар Сети                  | 17 ноября 2011   | XIP06004    | 1,26              |
| 82      | 11         | «Громобойный экспресс» «Thunder Gun Express»                                                     | Мэтт Шекман                 | Дэйв Чернин и Джон Чернин                  | 1 декабря 2011   | XIP07007    | 1,52              |
| 83      | 12         | «Встреча выпускников» «The High School Reunion»                                                  | Мэтт Шекман                 | Гленн Хоуэртон и Роб Макэлхенни            | 8 декабря 2011   | XIP07005    | 1,40              |
| 84      | 13         | «Встреча выпускников. Часть 2: Месть Шайки» «The High School Reunion Part 2: The Gang's Revenge» | Мэтт Шекман                 | Гленн Хоуэртон и Роб Макэлхенни            | 15 декабря 2011  | XIP07006    | 1,32              |

### Сезон 8 (2012)
| № общий | № в сезоне | Название                                                                                    | Режиссёр     | Автор сценария                             | Дата премьеры   | Произв. код | Зрители США (млн) |
| ------- | ---------- | ------------------------------------------------------------------------------------------- | ------------ | ------------------------------------------ | --------------- | ----------- | ----------------- |
| 85      | 1          | «Деда: Последнее решение» «Pop-Pop: The Final Solution»                                     | Мэтт Шекман  | Чарли Дэй, Гленн Хоуэртон и Роб Макэлхенни | 11 октября 2012 | XIP08002    | 1,05              |
| 86      | 2          | «Шайка перерабатывает свой мусор» «The Gang Recycles Their Trash»                           | Мэтт Шекман  | Чарли Дэй, Гленн Хоуэртон и Роб Макэлхенни | 18 октября 2012 | XIP08001    | 1,10              |
| 87      | 3          | «Резня на свадьбе Морин Пондеросы» «The Maureen Ponderosa Wedding Massacre»                 | Ричи Кин     | Чарли Дэй, Гленн Хоуэртон и Роб Макэлхенни | 25 октября 2012 | XIP08009    | 1,12              |
| 88      | 4          | «Чарли и Ди находят любовь» «Charlie and Dee Find Love»                                     | Ричи Кин     | Чарли Дэй, Гленн Хоуэртон и Роб Макэлхенни | 1 ноября 2012   | XIP08006    | 1,39              |
| 89      | 5          | «Шайка у психотерапевта» «The Gang Gets Analyzed»                                           | Тодд Бирманн | Лув Рахе                                   | 8 ноября 2012   | XIP08005    | 1,11              |
| 90      | 6          | «У мамы Чарли рак» «Charlie's Mom Has Cancer»                                               | Ричи Кин     | Скотт Мардер и Роб Роселл                  | 15 ноября 2012  | XIP08008    | 0,94              |
| 91      | 7          | «Фрэнк снова в деле» «Frank's Back in Business»                                             | Ричи Кин     | Дэйв Чернин и Джон Чернин                  | 29 ноября 2012  | XIP08007    | 1,08              |
| 92      | 8          | «Чарли правит миром» «Charlie Rules the World»                                              | Мэтт Шекман  | Дэвид Хорнсби                              | 6 декабря 2012  | XIP08003    | 1,01              |
| 93      | 9          | «Шайка на ужине» «The Gang Dines Out»                                                       | Мэтт Шекман  | Мехар Сети                                 | 13 декабря 2012 | XIP08004    | 0,92              |
| 94      | 10         | «Рейнольдс против Рейнольдса: Хлопьевая защита» «Reynolds vs. Reynolds: The Cereal Defense» | Ричи Кин     | Чарли Дэй, Гленн Хоуэртон и Роб Макэлхенни | 20 декабря 2012 | XIP08010    | 0,94              |

### Сезон 9 (2013)
| № общий | № в сезоне | Название                                                                                | Режиссёр     | Автор сценария                             | Дата премьеры    | Произв. код | Зрители США (млн) |
| ------- | ---------- | --------------------------------------------------------------------------------------- | ------------ | ------------------------------------------ | ---------------- | ----------- | ----------------- |
| 95      | 1          | «Шайка сломала Ди» «The Gang Broke Dee»                                                 | Ричи Кин     | Чарли Дэй, Гленн Хоуэртон и Роб Макэлхенни | 4 сентября 2013  | XIP09001    | 0,757             |
| 96      | 2          | «Оружейная лихорадка два: Не остыть» «Gun Fever Too: Still Hot»                         | Тодд Бирманн | Чарли Дэй, Гленн Хоуэртон и Роб Макэлхенни | 11 сентября 2013 | XIP09005    | 0,606             |
| 97      | 3          | «Шайка отчаянно пытается выиграть награду» «The Gang Tries Desperately to Win an Award» | Ричи Кин     | Дэвид Хорнсби                              | 18 сентября 2013 | XIP09003    | 0,521             |
| 98      | 4          | «Мак и Деннис покупают таймшер» «Mac and Dennis Buy a Timeshare»                        | Дэн Аттиас   | Дэйв Чернин и Джон Чернин                  | 25 сентября 2013 | XIP09008    | 0,458             |
| 99      | 5          | «День Мака» «Mac Day»                                                                   | Ричи Кин     | Чарли Дэй, Гленн Хоуэртон и Роб Макэлхенни | 2 октября 2013   | XIP09004    | 0,459             |
| 100     | 6          | «Шайка спасает ситуацию» «The Gang Saves the Day»                                       | Дэн Аттиас   | Дэйв Чернин и Джон Чернин                  | 9 октября 2013   | XIP09007    | 0,509             |
| 101     | 7          | «Шайка карантинится» «The Gang Gets Quarantined»                                        | Хит Калленс  | Дэвид Хорнсби                              | 16 октября 2013  | XIP09010    | 0,574             |
| 102     | 8          | «Цветы для Чарли» «Flowers for Charlie»                                                 | Дэн Аттиас   | Дэвид Бениофф и Д. Б. Уайсс                | 23 октября 2013  | XIP09009    | 0,460             |
| 103     | 9          | «Шайка снимает Смертельное оружие 6» «The Gang Makes Lethal Weapon 6»                   | Дэн Аттиас   | Скотт Мардер                               | 30 октября 2013  | XIP09006    | 0,427             |
| 104     | 10         | «Шайка заминает рамсы» «The Gang Squashes Their Beefs»                                  | Тодд Бирманн | Роб Роселл                                 | 6 ноября 2013    | XIP09002    | 0,535             |

### Сезон 10 (2015)
| № общий | № в сезоне | Название                                                                                         | Режиссёр     | Автор сценария                             | Дата премьеры   | Произв. код | Зрители США (млн) |
| ------- | ---------- | ------------------------------------------------------------------------------------------------ | ------------ | ------------------------------------------ | --------------- | ----------- | ----------------- |
| 105     | 1          | «Шайка бьёт рекорд Боггса» «The Gang Beats Boggs»                                                | Тодд Бирманн | Дэйв Чернин и Джон Чернин                  | 14 января 2015  | XIP10001    | 0,786             |
| 106     | 2          | «Шайка устраивает группсвидания» «The Gang Group Dates»                                          | Ричи Кин     | Роб Роселл                                 | 21 января 2015  | XIP10008    | 0,524             |
| 107     | 3          | «Возвращение Психо Пита» «Psycho Pete Returns»                                                   | Тодд Бирманн | Чарли Дэй, Гленн Хоуэртон и Роб Макэлхенни | 28 января 2015  | XIP10002    | 0,511             |
| 108     | 4          | «Чарлибота» «Charlie Work»                                                                       | Мэтт Шекман  | Чарли Дэй, Гленн Хоуэртон и Роб Макэлхенни | 4 февраля 2015  | XIP10004    | 0,554             |
| 109     | 5          | «Шайка шпионит как С.Ш.» «The Gang Spies Like U.S.»                                              | Мэтт Шекман  | Дэвид Хорнсби                              | 11 февраля 2015 | XIP10003    | 0,527             |
| 110     | 6          | «Шайка опаздывает на яхту» «The Gang Misses the Boat»                                            | Ричи Кин     | Чарли Дэй, Гленн Хоуэртон и Роб Макэлхенни | 18 февраля 2015 | XIP10007    | 0,544             |
| 111     | 7          | «Мак мочит своего батю» «Mac Kills His Dad»                                                      | Хит Калленс  | Дэйв Чернин, Джон Чернин и Дэвид Хорнсби   | 25 февраля 2015 | XIP10010    | 0,442             |
| 112     | 8          | «Шайка играет в Сто к одному» «The Gang Goes on Family Fight»                                    | Мэтт Шекман  | Чарли Дэй, Гленн Хоуэртон и Роб Макэлхенни | 4 марта 2015    | XIP10005    | 0,445             |
| 113     | 9          | «Фрэнк уходит на покой» «Frank Retires»                                                          | Ричи Кин     | Чарли Дэй, Гленн Хоуэртон и Роб Макэлхенни | 11 марта 2015   | XIP10006    | 0,505             |
| 114     | 10         | «Союз Жоподёров: Мак и Чарли вступают в секту» «Ass Kickers United: Mac and Charlie Join a Cult» | Хит Калленс  | Скотт Мардер                               | 18 марта 2015   | XIP10009    | 0,543             |

### Сезон 11 (2016)
| № общий | № в сезоне | Название                                                                                   | Режиссёр     | Автор сценария                    | Дата премьеры   | Произв. код | Зрители США (млн) |
| ------- | ---------- | ------------------------------------------------------------------------------------------ | ------------ | --------------------------------- | --------------- | ----------- | ----------------- |
| 115     | 1          | «Чарди МакДеннис 2: Электрик Бугалу» «Chardee MacDennis 2: Electric Boogaloo»              | Хит Калленс  | Роб Макэлхенни и Чарли Дэй        | 6 января 2016   | XIP11005    | 0,716             |
| 116     | 2          | «Как Фрэнк выпал из окна» «Frank Falls Out the Window»                                     | Хит Калленс  | Дэвид Хорнсби                     | 13 января 2016  | XIP11004    | 0,511             |
| 117     | 3          | «Шайка режет склоны» «The Gang Hits the Slopes»                                            | Хит Калленс  | Дэйв Чернин и Джон Чернин         | 20 января 2016  | XIP11001    | 0,609             |
| 118     | 4          | «Как Ди снялась в развратном фильме» «Dee Made a Smut Film»                                | Тодд Бирманн | Эрик Леджин                       | 27 января 2016  | XIP11006    | 0,478             |
| 119     | 5          | «Мак и Деннис съезжают в пригород» «Mac & Dennis Move to the Suburbs»                      | Тодд Бирманн | Хантер Ковингтон                  | 3 февраля 2016  | XIP11010    | 0,563             |
| 120     | 6          | «Быть Фрэнком» «Being Frank»                                                               | Хит Калленс  | Скотт Мардер                      | 10 февраля 2016 | XIP11002    | 0,536             |
| 121     | 7          | «Макпойл против Пондеросы: Процесс века» «McPoyle vs. Ponderosa: The Trial of the Century» | Тодд Бирманн | Конор Гэлвин                      | 17 февраля 2016 | XIP11009    | 0,531             |
| 122     | 8          | «Чарли ловит Лепрекона» «Charlie Catches a Leprechaun»                                     | Хит Калленс  | Джон Сильберман и Джош Сильберман | 24 февраля 2016 | XIP11003    | 0,515             |
| 123     | 9          | «Шайка попадает в ад» «The Gang Goes to Hell»                                              | Тодд Бирманн | Дэвид Хорнсби и Скотт Мардер      | 2 марта 2016    | XIP11007    | 0,485             |
| 124     | 10         | «Шайка попадает в ад: Часть 2» «The Gang Goes to Hell: Part Two»                           | Тодд Бирманн | Дэвид Хорнсби и Скотт Мардер      | 9 марта 2016    | XIP11008    | 0,460             |

### Сезон 12 (2017)
| № общий | № в сезоне | Название                                                                   | Режиссёр      | Автор сценария                             | Дата премьеры   | Произв. код | Зрители США (млн) |
| ------- | ---------- | -------------------------------------------------------------------------- | ------------- | ------------------------------------------ | --------------- | ----------- | ----------------- |
| 125     | 1          | «Шайка чернеет» «The Gang Turns Black»                                     | Мэтт Шекман   | Чарли Дэй, Гленн Хоуэртон и Роб Макэлхенни | 4 января 2017   | XIP12008    | 0,730             |
| 126     | 2          | «Шайка идёт в аквапарк» «The Gang Goes to a Water Park»                    | Мэтт Шекман   | Эрик Леджин                                | 11 января 2017  | XIP12007    | 0,574             |
| 127     | 3          | «Бабкин дом: Ситуационная комедия» «Old Lady House: A Situation Comedy»    | Морис Марабл  | Данна Фирман и Даниэль Шнайдер             | 18 января 2017  | XIP12005    | 0,602             |
| 128     | 4          | «Волк кола: Пиар кошмар» «Wolf Cola: A Public Relations Nightmare»         | Мэтт Шекман   | Дэвид Хорнсби и Скотт Мардер               | 25 января 2017  | XIP12006    | 0,629             |
| 129     | 5          | «Выставить Денниса Рейнольдса убийцей» «Making Dennis Reynolds a Murderer» | Морис Марабл  | Конор Гэлвин                               | 1 февраля 2017  | XIP12004    | 0,602             |
| 130     | 6          | «Герой или ненавистник?» «Hero or Hate Crime?»                             | Джейми Бэббит | Чарли Дэй, Гленн Хоуэртон и Роб Макэлхенни | 8 февраля 2017  | XIP12002    | 0,551             |
| 131     | 7          | «ПТС Ди» «PTSDee»                                                          | Джейми Бэббит | Чарли Дэй, Гленн Хоуэртон и Роб Макэлхенни | 15 февраля 2017 | XIP12003    | 0,572             |
| 132     | 8          | «Шайка работает в баре» «The Gang Tends Bar»                               | Мэтт Шекман   | Меган Ганц                                 | 22 февраля 2017 | XIP12009    | 0,587             |
| 133     | 9          | «Сказ о Сверчке» «A Cricket's Tale»                                        | Джейми Бэббит | Дэвид Хорнсби и Скотт Мардер               | 1 марта 2017    | XIP12001    | 0,523             |
| 134     | 10         | «Двойная жизнь Денниса» «Dennis' Double Life»                              | Мэтт Шекман   | Чарли Дэй, Гленн Хоуэртон и Роб Макэлхенни | 8 марта 2017    | XIP12010    | 0,640             |

### Сезон 13 (2018)
| № общий | № в сезоне | Название                                                                             | Режиссёр     | Автор сценария                 | Дата премьеры    | Произв. код | Зрители США (млн) |
| ------- | ---------- | ------------------------------------------------------------------------------------ | ------------ | ------------------------------ | ---------------- | ----------- | ----------------- |
| 135     | 1          | «Шайка поднимает Паб Пэдди с колен» «The Gang Makes Paddy's Great Again»             | Тодд Бирманн | Дэвид Хорнсби                  | 5 сентября 2018  | XIP13010    | 0,606             |
| 136     | 2          | «Шайка и квест» «The Gang Escapes»                                                   | ЛП           | Меган Ганц                     | 12 сентября 2018 | XIP13006    | 0,390             |
| 137     | 3          | «Шайка бьёт рекорд Боггса: Женский перезапуск» «The Gang Beats Boggs: Ladies Reboot» | Кэт Койро    | Данна Фирман и Даниэль Шнайдер | 19 сентября 2018 | XIP13002    | 0,420             |
| 138     | 4          | «Время Шайки вышло» «Time's Up for the Gang»                                         | Кэт Койро    | Меган Ганц                     | 26 сентября 2018 | XIP13001    | 0,312             |
| 139     | 5          | «Новые колёса Шайки» «The Gang Gets New Wheels»                                      | Тодд Бирманн | Конор Гэлвин                   | 3 октября 2018   | XIP13007    | 0,319             |
| 140     | 6          | «Шайка и толчковая проблема» «The Gang Solves the Bathroom Problem»                  | Джош Дриско  | Эрин Райан                     | 10 октября 2018  | XIP13005    | 0,342             |
| 141     | 7          | «Шайка делает клип шоу» «The Gang Does a Clip Show»                                  | Тодд Бирманн | Данна Фирман и Даниэль Шнайдер | 17 октября 2018  | XIP13008    | 0,298             |
| 142     | 8          | «Чарли один дома» «Charlie's Home Alone»                                             | Кэт Койро    | Адам Вайнсток и Энди Джонс     | 24 октября 2018  | XIP13004    | 0,294             |
| 143     | 9          | «Шайка выигрывает большую игру» «The Gang Wins the Big Game»                         | Кэт Койро    | Конор Гэлвин                   | 31 октября 2018  | XIP13003    | 0,323             |
| 144     | 10         | «Мак находит свою гордость» «Mac Finds His Pride»                                    | Тодд Бирманн | Роб Макэлхенни и Чарли Дэй     | 7 ноября 2018    | XIP13009    | 0,357             |

### Сезон 14 (2019)
| № общий | № в сезоне | Название                                                                        | Режиссёр              | Автор сценария                 | Дата премьеры    | Произв. код | Зрители в США (млн) |
| ------- | ---------- | ------------------------------------------------------------------------------- | --------------------- | ------------------------------ | ---------------- | ----------- | ------------------- |
| 145     | 1          | «Шайка становится романтичной» «The Gang Gets Romantic»                         | Гленн Хоуэртон        | Роб Макэлхенни и Чарли Дэй     | 25 сентября 2019 | XIP14001    | 0.481               |
| 146     | 2          | «Громобой 4: Максимум крутости» «Thunder Gun 4: Maximum Cool»                   | Хит Калленс           | Конор Гэлвин                   | 2 октября 2019   | XIP14006    | 0.317               |
| 147     | 3          | «День Ди» «Dee Day»                                                             | Пит Чатмон            | Меган Ганц                     | 9 октября 2019   | XIP14010    | 0.308               |
| 148     | 4          | «Шайка задыхается» «The Gang Chokes»                                            | Гленн Хоуэртон        | Джон Хоуэлл Харрис             | 16 октября 2019  | XIP14002    | 0.296               |
| 149     | 5          | «Шайка общается» «The Gang Texts»                                               | Тим Роше              | Роб Макэлхенни и Чарли Дэй     | 23 октября 2019  | XIP14004    | 0.259               |
| 150     | 6          | «Уборщик всегда моет дважды» «The Janitor Always Mops Twice»                    | Хит Калленс           | Меган Ганц                     | 30 октября 2019  | XIP14005    | 0.248               |
| 151     | 7          | «Шайка решает проблему глобального потепления» «The Gang Solves Global Warming» | Пит Чатмон            | Роб Макэлхенни и Чарли Дэй     | 6 ноября 2019    | XIP14008    | 0.261               |
| 152     | 8          | «Прыгун у паба Пэдди» «Paddy's Has a Jumper»                                    | Кимберли Энн Маккалло | Данна Фирман и Даниэль Шнайдер | 13 ноября 2019   | XIP14003    | 0.314               |
| 153     | 9          | «Женское право на стрижку» «A Woman's Right to Chop»                            | Пит Чатмон            | Данна Фирман и Даниэль Шнайдер | 20 ноября 2019   | XIP14009    | 0.268               |
| 154     | 10         | «В ожидании Большого Мо» «Waiting for Big Mo»                                   | Пит Чатмон            | Дэвид Хорнсби                  | 20 ноября 2019   | XIP14007    | 0.236               |

### Сезон 15 (2021)
| № общий | № в сезоне | Название                                                                | Режиссёр     | Автор сценария                                                | Дата премьеры   | Произв. код | Зрители в США (млн) |
| ------- | ---------- | ----------------------------------------------------------------------- | ------------ | ------------------------------------------------------------- | --------------- | ----------- | ------------------- |
| 155     | 1          | «2020: Год в перемотке» «2020: A Year In Review»                        | Тодд Бирманн | Роб Макэлхенни и Чарли Дэй и Гленн Хоуэртон                   | 1 декабря 2021  | XIP15001    | TBA                 |
| 156     | 2          | «Шайка снимает "Смертельное оружие 7"» «The Gang Makes Lethal Weapon 7» | Пит Чатмон   | Роб Макэлхенни и Чарли Дэй и Кейонна Тейлор и Кэти Макэлхенни | 1 декабря 2021  | XIP15002    | TBA                 |
| 157     | 3          | «Шайка купила роллерный каток» «The Gang Buys a Roller Rink»            | Ричи Кин     | Дэвид Хорнсби и Роб Россел                                    | 8 декабря 2021  | XIP15003    | TBA                 |
| 158     | 4          | «Шайка променяла Ди на обезьяну» «The Gang Replaces Dee With a Monkey»  | Тодд Бирманн | Гленн Хоуэртон и Нина Педрад                                  | 8 декабря 2021  | XIP15004    | TBA                 |
| 159     | 5          | «Шайка отправляется в Ирландию» «The Gang Goes to Ireland»              | Неизвестно   | Неизвестно                                                    | 15 декабря 2021 | TBA         | TBA                 |
| 160     | 6          | «Шайка все ещё в Ирландии» «The Gang's Still in Ireland»                | Неизвестно   | Неизвестно                                                    | 15 декабря 2021 | TBA         | TBA                 |
| 161     | 7          | «Ди застряла в болоте» «Dee get stuck in a Bog»                         | Неизвестно   | Неизвестно                                                    | 22 декабря 2021 | TBA         | TBA                 |
| 162     | 8          | «Шайка несет труп на гору» «The Gang Carries a Corpse Up a Mountain»    | Неизвестно   | Неизвестно                                                    | 22 декабря 2021 | TBA         | TBA                 |

### Сезон 16 (2023)
| № общий | № в сезоне | Название                                                                                      | Режиссёр    | Автор сценария | Дата премьеры | Произв. код | Зрители в США (млн) |
| ------- | ---------- | --------------------------------------------------------------------------------------------- | ----------- | -------------- | ------------- | ----------- | ------------------- |
| 163     | 1          | «Шайка раздувается» «The Gang Inflates»                                                       | Хит Калленс | Нина Педрад    | 7 июня 2023   | XIP16001    | TBA                 |
| 164     | 2          | «Фрэнк стреляет в каждого члена шайки» «Frank Shoots Every Member of the Gang»                | Ричи Кин    | Дэвис Коп      | 7 июня 2023   | XIP16004    | TBA                 |
| 165     | 3          | «Шайка проклята» «The Gang Gets Cursed»                                                       | Ричи Кин    | Дэвид Хорнсби  | 14 июня 2023  | XIP16003    | TBA                 |
| 166     | 4          | «Фрэнк против России» «Frank vs. Russia»                                                      | Неизвестно  | Неизвестно     | 21 июня 2023  | XIP16002    | TBA                 |
| 167     | 5          | «Выпивка знаменитостей: Окончательный захват денег» «Celebrity Booze: The Ultimate Cash Grab» | Неизвестно  | Неизвестно     | 28 июня 2023  | XIP16006    | TBA                 |
| 168     | 6          | «Пиццерия и центр развлечений "Риск Э. Рэтс"» «Risk E. Rat's Pizza and Amusement Center"»     | Неизвестно  | Неизвестно     | 5 июля 2023   | XIP16007    | TBA                 |
| 169     | 7          | «Шайка идет в боулинг» «The Gang Goes Bowling»                                                | Неизвестно  | Неизвестно     | 12 июля 2023  | XIP16005    | TBA                 |
| 170     | 8          | «Деннис проводит день психического здоровья» «Dennis Takes a Mental Health Day»               | Неизвестно  | Неизвестно     | 19 июля 2023  | XIP16008    | TBA                 |

### Сезон 17 (2025)
| № общий | № в сезоне | Название                                                                                  | Режиссёр | Автор сценария | Дата премьеры   | Произв. код | Зрители в США (млн) |
| ------- | ---------- | ----------------------------------------------------------------------------------------- | -------- | -------------- | --------------- | ----------- | ------------------- |
| 171     | 1          | «Шайка облажалась в Начальной школе Эббота» «The Gang F***s Up Abbott Elementary»         | TBA      | TBA            | 9 июля 2025     | XIP17001    | TBA                 |
| 172     | 2          | «Фрэнк впал в кому» «Frank Is In a Coma»                                                  | TBA      | TBA            | 9 июля 2025     | TBA         | TBA                 |
| 173     | 3          | «Мак и Деннис стали фельдшерами скорой помощи» «Mac and Dennis Become EMTs»               | TBA      | TBA            | 16 июля 2025    | TBA         | TBA                 |
| 174     | 4          | «Лидерство мысли: корпоративный разговор» «Thought Leadership: A Corporate Conversation»  | TBA      | TBA            | 23 июля 2025    | TBA         | TBA                 |
| 175     | 5          | «Шайка отправляется на собачьи бега» «The Gang Goes to a Dog Track»                       | TBA      | TBA            | 30 июля 2025    | TBA         | TBA                 |
| 176     | 6          | «Злоупотребление алкоголем: национальная проблема» «Overage Drinking: A National Concern» | TBA      | TBA            | 6 августа 2025  | TBA         | TBA                 |
| 177     | 7          | «Шайка готовится к прайм-тайму» «The Gang Gets Ready for Prime Time»                      | TBA      | TBA            | 13 августа 2025 | TBA         | TBA                 |
| 178     | 8          | «Золотой холостяк в прямом эфире» «The Golden Bachelor Live»                              | TBA      | TBA            | 20 августа 2025 | TBA         | TBA                 |